# Konrad von Hebenstreit

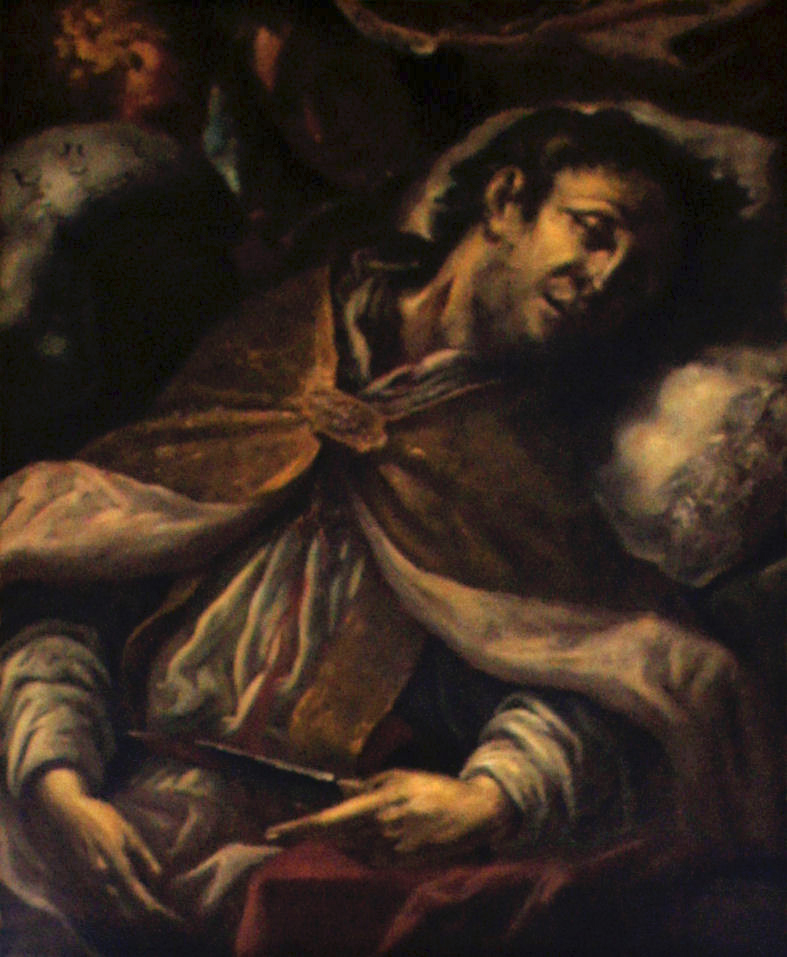
Konrad von Hebenstreit auf einem Gemälde im Fürstengang Freising

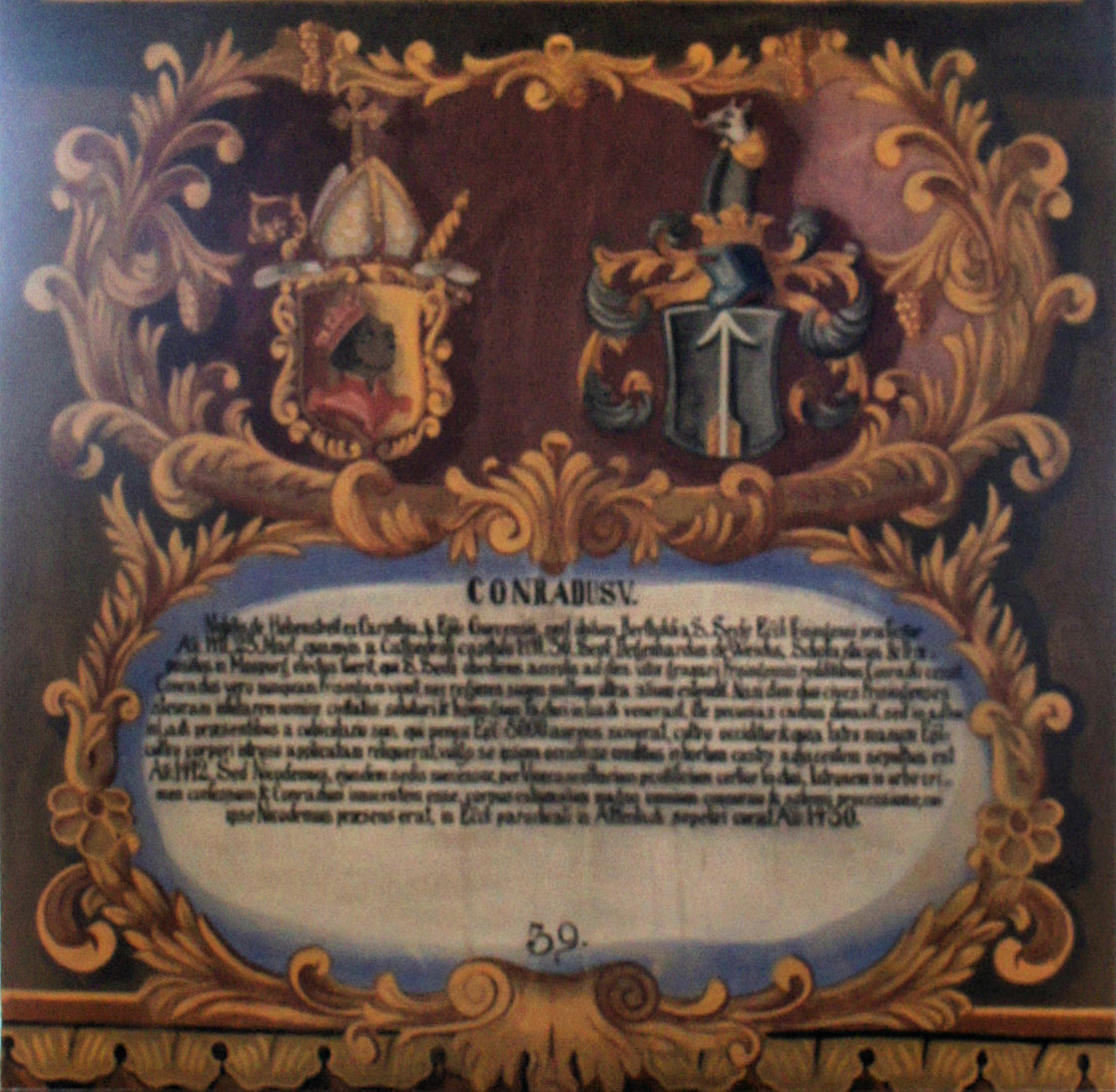
Wappentafel von Konrad von Hebenstreit im Fürstengang Freising

Konrad von Hebenstreit (* Hof Hebenstreit bei Slovenske Konjice, heute Slowenien; † 1412 in Bischoflack) war als Konrad III. Bischof von Gurk und als Konrad V. Fürstbischof von Freising.

## Jugend und Bischof von Gurk
Das Rittergeschlecht Hebenstreit hatte seinen Stammsitz auf Hof Hebenstreit bei Gonobitz in der Untersteiermark, heute Slowenien. Nach den Aufzeichnungen des Dominikanerklosters Friesach waren Konrads Eltern Margareta und Ritter Andreas von Hebenstreit. Er begann seine Laufbahn 1386 als Pfarrer von Bruck an der Mur. 1387 bis 1388 studierte er an der Universität Wien. Im Jahr 1402 wurde er als Kandidat des österreichischen Herzogs zum Bischof von Gurk ernannt und konnte sich gegen den Kandidaten des Salzburger Erzbischofs Gregor Schenk von Osterwitz durchsetzen. Gleichzeitig wurde er – wie sein Vorgänger im Bischofsamt Johann IV. – zum Kammermeister des Herzogs Friedrich von Österreich ernannt.
Er erhielt von Erzbischof Gregor 1402 die Bischofsweihe und bestätigte seiner Residenzstadt Straßburg noch im selben Jahr das Stadtrecht. Bischof Hebenstreit erwies sich als außerordentlich guter Wirtschafter seines Bistums.

## Fürstbischof von Freising
Nach dem Tode seines Vorgängers Berthold versuchte das Freisinger Domkapitel erneut, sich seinen Bischof selbst zu wählen. Die Wahl fiel am 30. September 1410 auf Degenhard von Weichs. Papst Johannes XXIII. erkannte jedoch die Wahl nicht an, da er dringend die Servitien des Bistums benötigte. So berief er am 23. März 1411 Konrad von Hebenstreit als Bischof von Freising. Degenhard verzichtete friedlich auf seine Ansprüche und blieb Domherr in Augsburg.
Fürstbischof Konrad V. kam jedoch niemals nach Freising. Nach seiner Berufung machte er sich im Frühjahr 1412 von Straßburg aus auf den Weg, um über die freisingischen Krainer Besitzungen in seine Bischofsstadt zu reisen. Er begab sich zuerst nach Bischoflack, wo er im Schloss eine Freisinger Gesandtschaft empfing. Dort wurde der vermögende Bischof in der Nacht von seinen Dienern ermordet. Der Chronist Karl Meichelbeck schreibt dazu: ...so  geschah es, dass Konrads Kammerdiener, welche wußten, daß er fünftausend Dukaten bei sich hatte, ihn bei der Nacht im Bette erstachen, und ihm sodann das blutbefleckte Messer in die Hand gaben, damit man glauben sollte, der Bischof habe sich selbst entleibt; ja sie entsetzten sich nicht, das Nämliche selbst auszustreuen, nachdem sie das Geld davongetragen... Der Bischof, der für einen Selbstmörder gehalten wurde, wurde nicht in geweihter Erde, sondern im Garten des bischöflichen Schlosses beigesetzt. 18 Jahre später beichtete der Mörder in Rom das Verbrechen und Bischof Nikodemus della Scala von Freising ließ die Gebeine exhumieren und in feierlicher Prozession 1433 in der Pfarrkirche St. Georg von Altenlack im heutigen Slowenien bestatten.